# Chi (sinh học)

Chi, một số tài liệu về phân loại động vật trong tiếng Việt còn gọi là giống (tiếng Latinh số ít genus, số nhiều genera), là một đơn vị phân loại sinh học dùng để chỉ một hoặc một nhóm loài có kiểu hình tương tự và mối quan hệ tiến hóa gần gũi với nhau. Trong danh pháp hai phần, in nghiêng, tên một loài gồm chữ thứ nhất là tên chi được viết hoa, chữ thứ hai chỉ một đặc điểm nổi bật của loài. Ví dụ loài người có tên khoa học Homo sapiens, thuộc chi Homo; loài hổ có tên khoa học là Panthera tigris, thuộc chi Panthera.

## Hình ảnh